# Aïcirits-Camou-Suhast

Aïcirits-Camou-Suhast este o comună în departamentul Pyrénées-Atlantiques din sud-vestul Franței. În 2009 avea o populație de 660 de locuitori.

## Evoluția populației
| An        | 1975 | 1982 | 1990 | 1999 | 2006 | 2009 |
| --------- | ---- | ---- | ---- | ---- | ---- | ---- |
| Populație | 564  | 531  | 531  | 559  | 642  | 660  |